# Dryopteris nubigena
Dryopteris nubigena är en träjonväxtart som beskrevs av William Ralph Maxon och C. V. Morton. Dryopteris nubigena ingår i släktet Dryopteris och familjen Dryopteridaceae. Inga underarter finns listade.